# آنا گوتیرز (بازیکن فوتبال)
آنا گوتیرز (انگلیسی: Ana Gutiérrez؛ زادهٔ ۲۰ ژوئن ۱۹۹۶) بازیکن فوتبال اهل شیلی است.
وی همچنین در تیم ملی فوتبال زنان شیلی بازی کرده‌است.